# Stefaniola suaediphila
Stefaniola suaediphila är en tvåvingeart som beskrevs av Fedotova 1992. Stefaniola suaediphila ingår i släktet Stefaniola och familjen gallmyggor.
Artens utbredningsområde är Turkmenistan. Inga underarter finns listade i Catalogue of Life.